# 舒尔引理
在数学中，舒尔引理（Schur's lemma）是群与代数的表示论中一个初等但非常有用的命题。在群的情形是说，如果M与N是群G的两个有限维不可约表示，φ是从M到N的与群作用可交换的线性映射，那么φ 可逆或φ = 0。一个重要的特例是M = N而φ是一个到自身的映射。这个引理以伊赛·舒尔（Issai Schur）命名，他使用这个引理证明了舒尔正交关系，奠定了有限群的表示论的基石。舒尔引理可推广到李群与李代数，其形式由雅克·迪克斯米爾推導。

## 用模的语言表述
如果M与N是环R上两个单模，则任何R-模同构f: M → N可逆或者为零。特别地，一个单环的自同态环是除环。
条件f是一个模的同构意味着：
{\displaystyle f(rm)=rf(m)}对所有{\displaystyle m}属于{\displaystyle M}与{\displaystyle r}属于{\displaystyle R}成立。
舒尔引理之群的版本是模版本的特例，因为群G的任何表示可等价地视为G的群环上的一个模。
舒尔引理经常用于下面这个特例。假设R是复数域C上的代数以及M = N是R上有限维模。那么舒尔引理说模M的任何自同态要么是由一个非零数量相乘给出，要么是零。注意到在此时的前提下，除环中的任意元素f在M中存在特征子空间，而该特征子空间是R不变的，从而就是M，于是f属于C。这便是说模M的自同态环是C，即“尽可能小”。更一般地，这个结论对任何代数封闭域上的代数以及至少是可数维单模也成立。如果域不是代数封闭的，自同态环尽可能小的情形是特别感兴趣的：一个k-代数上的单模称为绝对单如果其自同态环同构于k。这个条件一般强于是域k上的不可约模，意味着模甚至在k的代数闭包上也是不可约的。

## 矩阵形式
设G是一个複矩阵群，这意味着G是给定阶数n的一个方块矩阵集合，矩阵元素为複数，且G在矩阵乘法与取逆运算下封闭。另外，假设G是不可约的：没有V非平凡的子空间（即不为{0}或整个空间）在G的作用下不变。换句话说， 
如果对所有{\displaystyle g}属于{\displaystyle G}有{\displaystyle gV\subseteq V}，则{\displaystyle V=\{0\}}或{\displaystyle V=\mathbb {C} ^{n}.}
在針對一个表徵时，舒尔引理断言：如果A這個n阶複矩阵可与G中所有矩阵交换，那么A是一个對角矩阵。这个命题一个简单的推论是阿贝尔群的任何不可约複表示都是一维的。

## 推广到非单模
一个模版本的舒爾引理有所涉及模M不必单的推广，他们描述了M的模理论性质与M的同态环之间的关系。
一个模称为绝对不可分解如果其同态环是一个局部环。对最重要的一类有限长模，下列性质是等价的(Lam 2001，§19)：
- 模M 不可分解；
- M强不可分解；
- M的任何自同态要么是幂零的要么可逆。

一般来说，舒尔引理的逆命题不成立：存在非单模，它们的自同态代数是除环。这样的模必然是不可分解的，从而不能在半单环（比如有限群的复群环）上存在。但是，即使在整数环上，有理数模的自同构模是一个除环，即有理数域。甚至对群环，存在例子使得域的特征整除群的阶数：五个点的交错群在三个元素的域上的一维表示的射影覆盖的雅克布森根的同态环是三个元素的域。